# Ченгери, Моника
Моника-Сунета Ченгери (рум. Monica-Suneta Csengeri; род. 21 марта 1996 года, Бистрица) — румынская тяжелоатлетка, Чемпионка Европы 2021 годов, призёр чемпионатов Европы 2016 и 2017 годов. Чемпионка Европы среди юниоров (2016), среди молодёжи (2017).

## Карьера
Родилась в Бистрице в бедной семье, ей приходилось просить милостыню на городских улицах и помогать отцу носить дрова из леса. Начала заниматься тяжёлой атлетикой с 12 лет, когда в школе на девочку обратил внимание тренер Адриан Киву. Окончила специальную профессиональную школу Святой Марии, выступает за клуб «Бистрица». Уже в 15 лет установила несколько национальных рекордов.
В 2012 году завоевала золотую медаль в рывке, серебряные медали в толчке и сумме на чемпионате мира среди девушек до 17 лет в Кошице.
В 2015 году Моника впервые приняла участие в чемпионате мира, который проходил в Хьюстоне. В весовой категории до 48 кг она в итоговом протоколе оказалась на 19-м месте с результатом 173 килограмма. 
На чемпионате Европы среди юниоров в 2016 году в весовой категории до 48 кг, Монике не было равных, она стала чемпионкой Европы с итоговым результатом 168 килограмм. 
На чемпионате Европы 2016 года, в Норвегии, румынская спортсменка по сумме двух упражнений стала бронзовым призёром, сумев зафиксировать результат 178 кг. В упражнении рывок она завоевала малую серебряную медаль (83 кг), а в толчке заняла лишь шестое место (95 кг), провалив два подхода на 98 кг. По итогам года вошла в число лучших спортсменов жудеца Бистрица-Нэсэуд.
Через год на чемпионате Европы 2017 года в Хорватии она по сумме двух упражнений стала серебряным призёром с результатом 179 килограмм. В упражнении рывок ей не было равных и она завоевала малую золотую медаль (85 кг), а в толчке стала второй с весом на штанге 94 килограмма. В конце года в допинг-пробе спортсменки был обнаружен эфедрин, и её отстранили от соревнований на период с 27 июля 2018 года по 2 декабря 2019 года.
В апреле 2021 года на Чемпионате Европы в Москве, Моника в олимпийской весовой категории до 49 кг, сумела одержать победу с результатом 189 килограммов, став чемпионкой Европы. И в упражнении "рывок" (86 кг) и в упражнении "толчок" (103 кг) она завоевала малые золотые медали. На Олимпиаде в Токио спортсменке выступить не довелось, так как сборная Румынии была отстранена из-за допинговых нарушений.

## Достижения
| Год  | Соревнование                    | Место проведения | Весовая категория | Рывок | Толчок    | Сумма двоеборья | Место |
| 2012 | Чемпионат Румынии среди юниоров | Ботошани         | до 44 кг          |       |           |                 | 1     |
| 2012 | Чемпионат Европы среди юношей   | Бухарест         | до 44 кг          | —     | 72 кг     | —               | —     |
| 2012 | Чемпионат мира среди юношей     | Кошице           | до 44 кг          | 62 кг | 77 кг     | 139 кг          | 2     |
| 2013 | Чемпионат мира среди юношей     | Ташкент          | до 44 кг          | 65 кг | 75 кг     | 140 кг          | 5     |
| 2013 | Чемпионат Европы среди юношей   | Клайпеда         | до 48 кг          | 68 кг | 81 кг     | 149 кг          | 2     |
| 2013 | Чемпионат Румынии               | Бистрица         | до 48 кг          | 68 кг | 80 кг     | 148 кг          | 1     |
| 2014 | Чемпионат Европы среди юниоров  | Лимасол          | до 48 кг          | 74 кг | 90 кг     | 164 кг          | 2     |
| 2015 | Чемпионат Европы                | Тбилиси          | до 48 кг          | 76 кг | 98 кг     | 174 кг          | 5     |
| 2015 | Чемпионат мира                  | Хьюстон          | до 48 кг          | 80 кг | 93 кг     | 173 кг          | 19    |
| 2016 | Чемпионат Европы                | Фёрде            | до 48 кг          | 83 кг | 95 кг     | 178 кг          | 3     |
| 2016 | Чемпионат Европы среди юниоров  | Эйлат            | до 48 кг          | 78 кг | 90 кг     | 168 кг          | 1     |
| 2017 | Чемпионат Европы                | Сплит            | до 48 кг          | 85 кг | 94 кг     | 179 кг          | 2     |
| 2017 | Чемпионат Европы среди молодёжи | Дуррес           | до 48 кг          | 83 кг | 93 кг     | 176 кг          | 1     |
| 2021 | Чемпионат Европы                | Москва           | до 49 кг          | 86 кг | 103 кг NR | 189 кг NR       | 1     |